# 松多壱岱
松多 壱岱（まつだ いちだい、1970年10月30日 - ）は、日本の演出家、劇作家、演劇プロデューサー。神奈川県横浜市出身。神奈川大学卒業。演出家などとしてのかつての名義はまつだ 壱岱。

## 略歴
2002年、ACTOR’S TRASH ASSHを旗揚げ。
スタイリッシュで、物語性・エンターテイメント性が強い劇的な舞台で人気を得る。
代表作に、ファイナルファンタジーシリーズ初のストレートプレイでの舞台化「FINAL FANTASY BRAVE EXVIUS 幻影戦争 THE STAGE」、大ヒットゲーム、NieR:Automataと世界観を同じくする「舞台ヨルハ」シリーズの演出、「NieR:Automata　FANFESTIVAL 12022 壊レタ五年間ノ声」（東京ガーデンシアター）コンサート朗読劇パートの演出、永井豪原作の国民的アニメ，キューティハニーの舞台化「Cutie Honey Emotional」などがある。
2018年には、関ケ原古戦場にて「関ケ原合戦再現劇」や、石田三成陣跡を使った音楽朗読絵巻「吉継」を野外演出。炎や大筒を使い、群衆が駆け抜けるダイナミックな演出で評価を高めた。
また、白狐丸を主人公とするネオフィクション時代劇「刻め、我ガ肌ニ君ノ息吹ヲ」を始めとする松多原作のオリジナル作品群は、「白狐丸サーガ」と呼ばれ、人気を博している。
スクウェア・エニックスのスマホアプリ「トワツガイ」ではゲームのシナリオ監修をつとめている。
「世界は僕のCUBEで造られる」がサンモールスタジオ年間最優秀団体賞を受賞。
演出した「舞台少女ヨルハVer1.1a」の舞台美術が第1回伊藤熹朔記念賞本賞受賞した。
2018年6月よりディアステージ所属。
2022年よりイルカ所属。
2023年12月、松多のみ籍を残し他メンバーは全員卒業という形で、ACTOR'S TRASH ASSHを無期限活動休止とした。

## 受賞歴
- 第1回 伊藤熹朔記念賞、松多壱岱が演出した「少女ヨルハver.1.1a」の美術で舞台美術家、松生紘子が本賞を受賞
- サンモールスタジオ最優秀団体賞受賞「世界は僕のCUBEで造られる2016」[5]
- 富士河口湖シナリオコンクール入選
- 2003年度若手演出家コンクール一次予選通過

## 舞台（2011年 - 2014年）
2011年
- 「新耳袋2」(脚本・演出)中目黒キンケロシアター[6]
- 「SOUL FLOWER」(脚本・演出)笹塚ファクトリー[7]
- 「降臨FIGHT」(脚本・演出)吉祥寺シアター[7]
- 「ある苅屋くんの人生」(脚本・演出)横浜相鉄劇場
- 「BACK TO THE三億円事件」(演出)北沢タウンホール
- 「白キ肌ノケモノ」(脚本・演出)新宿シアターモリエール[7]

2012年
- 「世界は僕のCUBEで創られる」（脚本・演出）吉祥寺シアター[7]
- 「TLPT~宇宙編」（演出）シアターグリーンBTT
- 「鬼切姫・第一章」(脚本・演出) 伝承ホール
- 「おるんと高麗犬」(演出)笹塚ファクトリー
- 「戦国降臨GIRL」(脚本・演出) シアターカッサイ[8]
- 「覇権Do」(脚本・演出) 下北沢劇地下リバティ
- 「轟然」(脚本)新宿シアターモリエール
- 「MOSH extra~ショコレ」[6]
- 「MOSH 02~勝手にしやがれ」[6]
- 「MOSH 01~地球に堕ちてきた男」[6]

2013年
- 「私立ハスハス女学院」(演出) 築地ブディストホール[6]
- 「のぶニャがの野望」(脚本・演出) 六行会ホール[6]
- 「鬼切丸」（脚本・演出）吉祥寺シアター[6]
- 「戦国降臨GIRLS」(脚本・演出) 六行会ホール[8]
- 「鬼切姫・第二章」(脚本・演出) 伝承ホール
- 「危機之介御免」(脚本・演出) シアターグリーンBIG TREE THEATER[7]
- 「ユメオイビトの航海日誌」(演出)中野ザ・ポケット
- 「ある苅屋くんの人生」(脚本・演出)中野ザ・ポケット
- 「コントンクラブ7」（脚本提供)博品館劇場
- 「MOSH 03~EasyRyder」[6]
- 「MOSH 05~理由なき反抗」[6]
- 「MOSH 04~知りすぎていた男」[6]

2014年
- 「鬼斬」(脚本・演出)新宿村Live[6]
- 「のぶニャがの野望 弐」(脚本・演出) シアターサンモール[6]
- 「戦国降臨ガール・R」(脚本・演出) 六行会ホール[8]
- 「キミに逢いたくて」（演出）新宿村Live
- 「ヨルハ」（演出）シアターカッサイ[8]
- 「不知森の神石」（脚本）
- 「蒼海のティーダ」(脚本・演出)新宿村Live[7]　[6]
- 「刻め、我ガ肌ニ君ノ息吹ヲ」(脚本・演出)俳優座劇場[7]　[6]
- 「透明少女」(脚本・演出)新宿村Live
- 「覇権DO」(脚本・演出) 笹塚ファクトリー
- 「幕末奇譚 SHINSEN5外伝」(脚本・演出) 博品館劇場
- 「MOSH 06~悪い奴ほどよく眠る」（演出）シアターグリーンBASE[6]
- 「MOSH007~私を愛したスパイ」（演出）中野BONBON[6]
- 「ASSH・WS・STAGE＃01」（演出）下北沢亭

## 舞台（2015年 - 2019年）
2015年
- 「散れ桜よ、刻天ノ証ニ」（脚本・演出）あうるすぽっと[9]
- 「マジカル・リバースワールド」（脚本・演出）新宿村Live[6]
- 「MOSH 08~恋する惑星」MOSH08（演出）築地ブディストポール[6]
- 「素晴ラシキ世界ノ片隅デ」（脚本）
- 「鬼切丸」（脚本・演出）あうるすぽっと[6]
- 「この中に人猫がいるニャ」（脚本・演出）俳優座劇場
- 「舞台版レーカン！」(脚本・演出)[10]
- 「新・戦国降臨ガール」」(脚本・演出)スペースゼロ[8]
- 「刻め、我ガ肌ニ君ノ息吹ヲ」(脚本・演出)シアター1010[11][6]
- 「龍狼伝」(脚本・演出)博品館劇場
- 「轟然」(脚本・演出) シアターサンモール[7]
- 「ヨルハ Ver.1.1 」（演出）新宿村Live[12][8]

2016年
- 「クォンタムドールズ」（演出）新宿村Live[8]
- 「ホス探へようこそ The Last Valentine」（脚本・演出）シアターサンモール[13]
- 「のぶニャがの野望」（脚本）スペースゼロ
- 「実は私は」（脚本・演出）新宿村Live[14]
- 「透明少女」（脚本・演出）新宿村Live
- 「サイコメ；ステージ」（総合演出）新宿村Live
- 「世界は僕のCUBEで造られる・2016～Premiere Edit Ver.～」（脚本・演出）サンモールスタジオ[7][15]
- 「覇権Do」（脚本・演出）新宿村Live
- 「ねこ軍議」（脚本・演出）
- 「戦国降臨ガール」（演出）香港・TIF出品作品[8]
- 「ファントム・チューニング」（脚本・総合演出）新宿村Live
- 「魔銃ドナー」（脚本・演出）六行会ホール[8]
- 「戦国降臨ガール・インターナショナル・イン・TOKYO」（脚本・演出）築地ブディストホール[8]
- 「MARKER LIGHT-BLUE マーカライト・ブルー」（脚本・総合演出）シアターモリエール[15]
- 「鬼斬」（脚色・演出）シアターサンモール
- 「君死ニタマフ事ナカレ零」（脚色・演出）新宿村Live[15]

2017年
- ASSH-DX「鬼切丸伝～源平鬼絵巻～」（脚本・演出）六行会ホール[7][15]
- 台湾動漫節2017「戦国降臨ガール」（演出）
- ASSH「SOULFLOWER ver.2017」（脚本・演出）新宿村Live[7][15]
- 「サイレントメビウス」（総合演出）シアターサンモール[16][15]
- 「TRICKSTER the STAGE」（脚本・演出）六本木Zeppブルーシアター[17]
- 「MARKER LIGHT-BLUE Deeper　マーカライト・ブルー　ディーパー」（脚本・総合演出）シアターサンモール[18][15]
- 「ある苅屋くんの人生」（脚本・演出）新宿村Live
- ASSH「蒼海のティーダ〜Truth〜 The Five God Cronicle・琉球編」（脚本・演出）CBGKシブゲキ!![7][15][19]
- 「まじかるすいーと プリズム・ナナ ザ・スターリーステージ」（演出）サンシャイン劇場[20][15][21]
- 「MARKER LIGHT-BLUE Crimson　マーカライト・ブルー　クリムゾン」（脚色・総合演出）新宿村Live[22][15]
- MODS＃１「さらばセイシュンの光」（演出）犀の穴
- ASSH「雷ヶ丘に雪が降る The Five God Cronicle・雷神編」（脚本・演出）俳優座劇場[7][15][23]

2018年
- 「音楽劇 ヨルハ Ver1.2」（演出）シアター１０１０[24]
- 劇団☆ディアステージ「殺し屋と悪魔」 （演出）R’sアートコート[25]
- 「君よ叫べ、其ノサガノ在ルガ儘ニ」ASSH Annex vol.1（脚本・演出）サンモールスタジオ[7]
- 「天満月のネコ」Livedog（演出）新宿村Live
- 「Wake Up, Girls!～青葉の軌跡」 総合演出[26][15]
- 鬼切丸伝～源平鬼絵巻～再演（脚本・演出）全労済SPACE　ZERO[27][15]
- MODS「ハートに火をつけて」 （脚本・演出）犀の穴
- 「忍ノSAGA〜風魔の章」（演出）CBGKシブゲキ!![28]
- 劇団☆ディアステージ「コロちゃんと悪魔」 （演出）R’sアートコート[25]
- 「クォンタムメモリーズ」（演出）新宿村Live
- 「帝都探偵奇譚ジゴマ」 ASSH Annex vol.2（脚本・演出）シアターKASSAI[7]
- 関ケ原合戦再現劇「開戦の刻」（脚本・演出）関ケ原町陣馬野公園 野外ステージ
- 「君死ニタマフ事ナカレ零_改」（演出）CBGKシブゲキ!![29]
- 「ドナー11」 （演出）シアターKASSAI

2019年
- 「悪魔inデッドリースクール」（演出）コフレリオシアター[25]
- 「プロジェクト東京ドールズ」（演出）新宿村Live[30]
- ASSH「月に吠えろ、夜ヲ焦ガセ君ヨ」（脚本・演出）シアターグリーンBIG TREE THEATER[7]
- 劇団☆ディアステージ「四月の霊」 （演出）R’sアートコート・ぽんプラザホール[25]
- 「ヨルハ Ver1.3a」（演出）サンシャイン劇場・サンケイブリーゼ[31]
- 関ケ原ナイト2019　野外朗読音楽絵巻「吉継」（脚本・演出）関ケ原古戦場石田三成陣跡[32]
- 「魔術士オーフェンはぐれ旅」（演出）新宿村Live[33]
- ネクス・マネージプロデュース 劇団☆ディアステージ Extraステージ「マジカル・リバース・ワールド 2019」(脚本・演出)ラゾーナ川崎プラザソル[34][25]
- 関ケ原合戦再現劇「超高速関ケ原」（脚本・演出）関ケ原古戦場[35]
- 「魔術士オーフェンはぐれ旅〜牙の塔編」（演出）六行会ホール[36]
- ASSH「帝都探偵奇譚ジゴマ2　上海租界編」（脚本・演出）シアターグリーンBIG TREE THEATER[7]

## 舞台（2020年 - ）
2020年
- 「Cutie Honey Emotional」（脚本・演出）サンシャイン劇場[37]
- 「ヨルハ Ver1.3aa」（演出）さくらホール（配信公演）[38]（原作・脚本ヨコオタロウ）
- 「We are RAISE A SUILEN～BanG Dream! The Stage～」（演出）天王洲銀河劇場[39]
- 「少女ヨルハVer.1.1a」（演出）東京建物Brillia HALL（原作・脚本ヨコオタロウ）
- 音楽朗読劇「えんとつ町のプペル」 劇団☆ディアステージ×CYNHN（演出）R'sアートコート
- 「キューティハニー The Livel~秋の文化祭~」（脚本・演出）シアター1010

2021年
- 「滄海天記・序篇~ 天月、闇に墜つ ~」（脚本・演出）シアター1010
- 「舞台版 マーダー☆ミステリー ～探偵・斑目瑞男の事件簿～」 (構成・監修）浅草花劇場
- 「一瞬の風になれ」（脚本・演出）東京・かめありリリオホール/神奈川・相模原 杜のホールはしもと
- 「キューティハニー Climax」（脚本・演出）シアター1010
- 「爆剣  ～幕府御前試合～」（演出）シブゲキCBGK（原作・脚本ヨコオタロウ）[40]
- 「プロジェクト東京ドールズ　THE GARDEN / SKY TOWER」（演出）シアター1010

2022年
- 舞台「いわかける！ -Sport Climbing Girls-」（脚本・総合演出）サンシャイン劇場[41]
- 「爆剣 ～東京転生死合～」（演出）六行会ホール（原作・脚本ヨコオタロウ）[42]
- 「世界は僕のCUBEで造られる・2022」（脚本・演出）あうるすぽっと
- 「淡海乃海－現世を生き抜くことが業なれば－」（演出）シアターGロッソ
- 舞台 Lyrical Lily「千リ！の道も一歩から」（脚本・演出）飛行船シアター
- 「NieR:Automata FAN FESTIVAL 12022 壊レタ5年間ノ声」（コンサート、朗読パート演出）東京ガーデンシアター

2023年
- 「爆剣 ～東京転生死合・再戦～」 (演出) 六行会ホール（原作・脚本ヨコオタロウ）[43]
- 舞台「トワツガイ」（脚本・演出）サンシャイン劇場[44]
- 「爆劔 〜源平最終決戦〜」 (演出) シブゲキCBGK（原作・脚本ヨコオタロウ）[45]
- 「降臨SOUL」（脚本・演出）中目黒キンケロシアター[46]
- 魔法歌劇アルマギア～episode.0～（脚本・演出）シアター1010
- 「リベンジ・ライフ」（脚本）中野テアトルBONBON
- 舞台「滄海天記 陽炎篇」（脚本・演出）シアター1010
- 舞台 D4DJ「有栖川学院文化祭 LIVE STAGE」（脚本・演出）飛行船シアター

2024年
- 「 FINAL FANTASY BRAVE EXVIUS 幻影戦争 THE STAGE」（脚本・演出）ヒューリックホール東京
- 「グリザイア:ファントムトリガー THE STAGE」（脚色・演出）飛行船シアター
- 『トワツガイコンサート 2024〜鳥籠で見る夢〜』（構成・演出）LINE CUBE SHIBUYA
- 舞台「リベンジ・ライフ 2024 in フクオカ」（脚本）ぽんプラザホール
- 純愛異形綺譚「刻め、我ガ肌ニ君ノ息吹ヲ 2024」（脚本・演出）俳優座
- 異形の血を継ぐ者「散れ桜よ、刻天ノ証ニ 2024」（脚本）俳優座
- Girls Live Action「降臨SOUL〜風燐火斬〜」（脚本・演出）六行会ホール[47]

2025年
- Girls Live Action「降臨SOUL〜是非ニ及バズ〜」（脚本・演出）六行会ホール[48]

## 映画
- 「幕末奇譚 SHINSEN5〜風雲伊賀越え」(脚本)2013年公開
- 「幕末奇譚 SHINSEN5〜剣豪降臨」(脚本)2013年公開
- 自主映画「KARINTO7」カンヌ映画祭短編映画部門出品

## ラジオドラマ
- 「わたしたちのとっておきクリスマス」西東京FM
- 「スイート＆ビター」西東京FM

## 漫画原作
- 「幕末奇譚 SHINSEN5〜懐」(原案) 2014年一迅社WEB公開

## 監督作品
- 短編映画「サプライズ」
- PV「SOUL FLOWER ver.2017」[49]
- PV「マーカライト・ブルーDeeper」[50]

## イベント・ライブ演出
- 2019年 CYNHN　ソロライブ
- PKPエンターテインメントプレゼンツ「パリピ！！」
- 真夏のホラー謎解きイベント 浅草花やしき(脚本・演出)
- 謎解きイベント2012〜2013毎月開催(脚本・演出)
- 小笠原健バースデーイベント(脚本・演出)
- タンバリンマニア009(演出)
- タンバリンマニアfeatMOSH(演出)

## ACTOR'S TRASH ASSH公演（ - 2011年）
- 第1回 本公演 『楽』 2002年3月3日@吉祥寺のろ
- 第2回 本公演 『ショコレ!!』2002年9月27〜28日@新宿ビプランシアター
- 第3回 本公演 『GET MY SOUL!!』+『ウキウキピヨピヨガックリンコショー』2003年3月28〜30日@中目黒ウッディシアター
- 第4回 本公演 『世界は僕のCUBEで造られる』 2004年4月1〜4日@しもきた空間リバティ
- 第5回 本公演 『トーキョーより行先不明の穴に落ちて』2005年3月24〜27日@麻布die pratze
- 第6回 本公演 『キスと半島と残酷』2006年3月23〜26日@池袋シアターグリーン BOX IN BOX
- 第7回 本公演 『Soul Flower』 2007年3月28日〜4月1日@中野ザ・ポケット
- 第8回 本公演 『トーキョーより行先不明の穴に落ちて 08』 2008年1月11日〜14日@池袋シアターグリーン BIG TREE THEATER
- 第9回 本公演 『GET MY SOUL』2008年8月28日 〜 9月1日@大塚 萬劇場
- 第10回 本公演 『刻め、我ガ肌ニ君ノ息吹ヲ』 2009年4月1日 〜 4月5日@池袋シアターグリーン BIG TREE THEATER
- 第11回 本公演 『白キ肌ノケモノ』2009年11月14日 〜 11月15日@笹塚ファクトリー
- 第12回 本公演 『刻め、我ガ肌ニ君ノ息吹ヲ』（2010年9月、池袋シアターグリーン）
- 第13回 本公演 『世界は僕のCUBEで造られる』（2010年11月、新宿シアターブラッツ）
- ASSH-DX vol.2『降臨 Fight』（2011年4月、吉祥寺シアター）
- 第14回 本公演 『白キ肌ノケモノ』（2011年8月、新宿シアターモリエール）

## 出演作品

### テレビ
- ゴーストフレンズ(NHK)
- CHANGE(フジテレビ)
- wohwoh（ミュードラ）
- 偽りの花園(東海テレビ)
- 富豪刑事(日本テレビ)
- 離婚弁護士(フジテレビ)
- ビギナー(フジテレビ)
- 月の輝く夜だから(フジテレビ)
- 捜査検事近松茂道(テレビ東京)
- 所轄刑事(フジテレビ)
- ザ・ジャッジ(フジテレビ)
- 東京ジモティ(フジテレビ)
- 金曜日のスマ達へ(TBSテレビ)
- オフレコ(TBSテレビ)
- ガチンコ!(TBSテレビ)
- 年中夢中コンビニ宴ス(テレビ朝日)
- たけしのここがへんだよ日本人(TBSテレビ)
- ドキドキ通販くらぶ(TX)

### 映画
- 『ウルルの森の物語』（監督：長沼誠）
- 『隣人13号』（監督：井上靖雄）
- 『CROSS CHORD』（監督：井上秀憲）
- 『僕と彼女の×××』（監督：浜本正機）

### CM
- ハウス食品『メガシャキ』（インフォマーシャル）
- エバラ食品『生姜焼きのたれ』
- JAF
- JRA

### ラジオCM
- 日刊アルバイトニュース

### Vシネマ
- 『義兄弟』（監督：金澤克次）
- 『義侠』（監督：金澤克次）
- 『HEAT〜灼熱』（監督：横井健司）
- 『BAD・COMPANY』（監督：松井昇）
- 『昭和博徒伝』（監督：中田信一郎）
- 『修羅のみち6』（監督：小澤啓一）
- 『修羅のみち7』（監督：佐々木正人）

### ラジオドラマ
遺失物管理所（ドラマ／NHK-FM）

### スチール
- 東京スター銀行
- ニッセイ・アイドルをさがせ！
- 日刊アルバイトニュース
- CAN・CAN

### PV
- 『星霜のさくら』（ジャパハリネット）
- 『GILLES・DE・RAIZ』

### VP
- 大林組（安全教則）
- 俺は足場屋（建築企業向け）
- クレイマー対応企業研修会

## 出演舞台
- 『刻め、我ガ肌二君ノ息吹ヲ』（amipro×KENプロデュース）
- 『愚者には見えないラマンチャの王様の裸』（利賀演出家コンクール2007）
- 『制服』（静岡芸術フェスティバル）
- 『歌劇・クローンのジュリエットはロミオの夢を見るか？』（国立オペラカンパニー）
- 『毛皮のマリー』（演劇集団池ノ下）
- 『フィフティ・コメディ』主演

他多数

### 一人芝居
- 1997年から毎月下北沢のバーで一人芝居を上演
- まつだ壱岱 SOLO ACT COLLECTION VOL.1〜5 作・演出